# Danh sách thiết giáp hạm
Sau đây là danh sách các thiết giáp hạm.
| Tên thiết giáp hạm | Năm sử dụng      | Quốc gia | Lớp thiết giáp hạm  |
| ------------------ | ---------------- | -------- | ------------------- |
| Africa             | 1904             | Anh      | Lớp King Edward VII |
| Agamemnon (1879)   | Agamemnon (1879) | Anh      | Lớp Ajax            |
| Aki                | 1905             | Nhật     | Lớp Satsuma         |
| Alabama (BB-8)     | 1900             | Hoa kỳ   | Lớp Illinois        |
| Alabama (BB-60)    | 1942             | Hoa kỳ   | Lớp South Dakota    |
| Vanguard (23)      | 1946             | Anh      | Lớp Lion            |
| Missouri (BB-63)   | 1944             | Hoa kỳ   | Lớp Iowa            |
| Iowa (BB-61)       | 1943             | Hoa kỳ   | Lớp Iowa            |
| Bismarck           | 1940             | Đức      | Lớp Bismarck        |
| Duke of York       | 1940             | Anh      | Lớp King George V   |
| Musashi            | 1940             | Nhật     | Lớp Yamato          |
| Yamato             | 1940             | Nhật     | Lớp Yamato          |
| King George V (41) | 1939             | Anh      | Lớp King George V   |